# Suszytnica
Suszytnica, także Suszyśnica (biał. Сушытніца, Suszytnica; ros. Сушитница, Suszytnica) – wieś na Białorusi, w obwodzie brzeskim, w rejonie małoryckim, w sielsowiecie Chocisław, nad Rytą i przy granicy z Ukrainą.
Znajduje się tu stacja kolejowa Chocisław, położona na linii Chocisław – Brześć i będąca białoruską stacją graniczną na granicy z Ukrainą.
We wsi budowana jest cerkiew prawosławna pw. Smoleńskiej Ikony Matki Bożej, świątynia filialna parafii w Chocisławiu.

## Historia
W dwudziestoleciu międzywojennym chutor leżący w Polsce, w województwie poleskim, w powiecie brzeskim, w gminie Małoryta. W 1921 niezamieszkany, pojawia się jednak w Skorowidzu miejscowości Rzeczypospolitej Polskiej, jako istniejący przed wojną.
Po II wojnie światowej w granicach Związku Sowieckiego. Od 1991 w niepodległej Białorusi.